# Leucoptera sinuella
Leucoptera sinuella là một loài bướm đêm thuộc họ Lyonetiidae. Nó được tìm thấy ở hầu hết châu Âu, ngoại trừ Ireland, bán đảo Balkan và quần đảo Địa Trung Hải. Nó cũng được tìm thấy ở Nhật Bản (Hokkaido, Honshu) và Bắc Phi.
Sải cánh dài khoảng 6 mm.
Ấu trùng ăn Populus alba, Populus candicans, Populus deltoides, Populus gileadensis, Populus nigra, Populus tremula, Salix aurita, Salix caprea, Salix cinerea, Salix fragilis, Salix purpurea. Chúng ăn lá nơi chúng làm tổ. ==Tham khảo==